# Primera División 1914 (Argentinië)
In 1914 werd het 23ste seizoen gespeeld van de Primera División, de hoogste voetbaldivisie van Argentinië. Racing Club werd kampioen van de AAF en Porteño van de FAF. 

## Eindstand

### AAF
Ferrocarril Sud trok zich na 7 wedstrijden terug, de uitslagen werden geannuleerd.
| Plaats | Club                      | Wed.           | W              | G              | V              | Saldo          | Ptn.           |
| ------ | ------------------------- | -------------- | -------------- | -------------- | -------------- | -------------- | -------------- |
| 1º     | Racing Club de Avellaneda | 12             | 11             | 1              | 0              | 42:7           | 23             |
| 2º     | Estudiantes Buenos Aires  | 12             | 10             | 1              | 1              | 34:12          | 21             |
| 3º     | CA Boca Juniors           | 12             | 5              | 5              | 2              | 19:11          | 15             |
| 4º     | CA Banfield               | 12             | 7              | 1              | 4              | 16:17          | 15             |
| 5º     | CA River Plate            | 12             | 6              | 2              | 4              | 15:12          | 14             |
| 6º     | CA Huracán                | 12             | 4              | 3              | 5              | 25:22          | 11             |
| 7      | CA Platense               | 12             | 4              | 2              | 6              | 14:17          | 10             |
| 8      | CA San Isidro             | 12             | 2              | 6              | 4              | 10:16          | 10             |
| 9      | Estudiantil Porteño       | 12             | 3              | 4              | 5              | 14:23          | 10             |
| 10     | Quilmes AC                | 12             | 4              | 2              | 6              | 14:24          | 10             |
| 11     | Belgrano Athletic         | 12             | 1              | 6              | 5              | 14:20          | 8              |
| 12     | Club Ferro Carril Oeste   | 12             | 2              | 2              | 8              | 17:30          | 6              |
| 13     | CA Comercio               | 12             | 0              | 3              | 9              | 13:36          | 3              |
| 14     | Ferrocarril Sud           | Teruggetrokken | Teruggetrokken | Teruggetrokken | Teruggetrokken | Teruggetrokken | Teruggetrokken |

|  | Kampioen   |
|  | Degradatie |

### FAF
Tigre en Argentino de Quilmes trokken zich tijdens het seizoen terug.
| Plaats | Club                               | Wed.           | W              | G              | V              | Saldo          | Ptn.           |
| ------ | ---------------------------------- | -------------- | -------------- | -------------- | -------------- | -------------- | -------------- |
| 1º     | CA Porteño                         | 14             | 10             | 4              | 0              | 46:18          | 24             |
| 2º     | Estudiantes de La Plata            | 14             | 9              | 3              | 2              | 31:16          | 21             |
| 3º     | CA Independiente                   | 14             | 7              | 5              | 2              | 27:13          | 19             |
| 4º     | Kimberley                          | 14             | 5              | 2              | 7              | 21:39          | 12             |
| 5º     | Gimnasia y Esgrima de Buenos Aires | 14             | 4              | 3              | 7              | 19:20          | 11             |
| 6º     | Hispano Argentino                  | 14             | 4              | 3              | 7              | 25:29          | 1              |
| 7°     | Atlanta                            | 14             | 4              | 2              | 8              | 21:33          | 10             |
| 8°     | Floresta                           | 14             | 1              | 2              | 11             | 11:33          | 4              |
| -      | CA Tigre                           | Teruggetrokken | Teruggetrokken | Teruggetrokken | Teruggetrokken | Teruggetrokken | Teruggetrokken |
| -      | Argentino de Quilmes               | Teruggetrokken | Teruggetrokken | Teruggetrokken | Teruggetrokken | Teruggetrokken | Teruggetrokken |

|  | Kampioen |